# Base aérienne de Marinovka
La base aérienne de Marinovka, (en russe : аэродром Мариновка), est une base de l'armée de l'air russe située à Marinovka, district de Kalatchyovsky dans l'oblast de Volgograd en Russie.

## Historique
Elle fait partie de la 4e armée de l'air et des forces de défense aérienne et accueille le 11e régiment d'aviation équipé de deux escadrons : Su-24 M/M2/MR.
Après l'attaque sur la base aérienne de Morozovsk du 3 août 2024 des Soukhoï Su-34 sont redéployés sur la base.

Des drones ukrainiens ont attaqué la base aérienne le 22 août 2024 mettant le feu à des installations de stockage de carburant et de bombes.
Le 27 juin 2025, une attaque de drones des forces d'opérations spéciales ukrainiennes détruit 2 Su-34 et en endommage deux autres